# ネッスス (小惑星)
ネッスス (7066 Nessus) は、太陽系の小惑星のひとつ。土星と冥王星の間を巡る楕円軌道にある。
1995年、アリゾナ大学のスペースウォッチ計画に参加していたデイヴィッド・ラビノウィッツらによって発見され、ギリシア神話でヘラクレスの妻に手を出そうとして殺されたが、遺言によってヘラクレスを謀殺し復讐したケンタウロス、ネッソスのラテン語表記にちなんで命名された。

## 命名の経緯
1993 HA2の発見後、別の場所で三人、占星術の研究をしている者がこの天体が占星術としての重要性があるかを研究していた。
デービッド・ラビノヴィッツ、ブライアン・マースデン等へ個別に提案された名称は偶然ネッソスで一致しており、マースデンは国際天文学連合 (IAU) にその名を提案、1997年に受理された。
占星家と天文学者間でこのようなことが起こるのは稀である。

## 空想上のネッスス
Destiny 2
ゲーム内のロケーションとして扱われる。ベックスという機械の体をした生命体が侵食している。